# 唐·迪伊
唐纳德·“唐”·迪伊（英語：Donald "Don" Dee，1943年8月9日—2014年11月26日），美国男子篮球运动员。他曾代表美国获得1968年夏季奥运会篮球比赛男子金牌。他于2014年在密苏里州北堪萨斯城去世。